# Myrmarachne
Genre
Synonymes
- Entomocephalus Holl, 1829
- Pyrophorus C. L. Koch, 1837 nec Illiger, 1809
- Pyroderes Simon, 1868
- Janigena  Karsch, 1880
- Iola Peckham & Peckham, 1892
- Ascalus Thorell, 1894
- Herilus Thorell, 1894
- Pergasus Thorell, 1894
- Bizone Simon, 1903 nec Walker, 1854
- Bizonella Strand, 1929

Myrmarachne est un genre d'araignées aranéomorphes de la famille des Salticidae.

## Distribution
Les espèces de ce genre se rencontrent en Asie, en Afrique, en Océanie, en Europe et en Amérique.

## Description

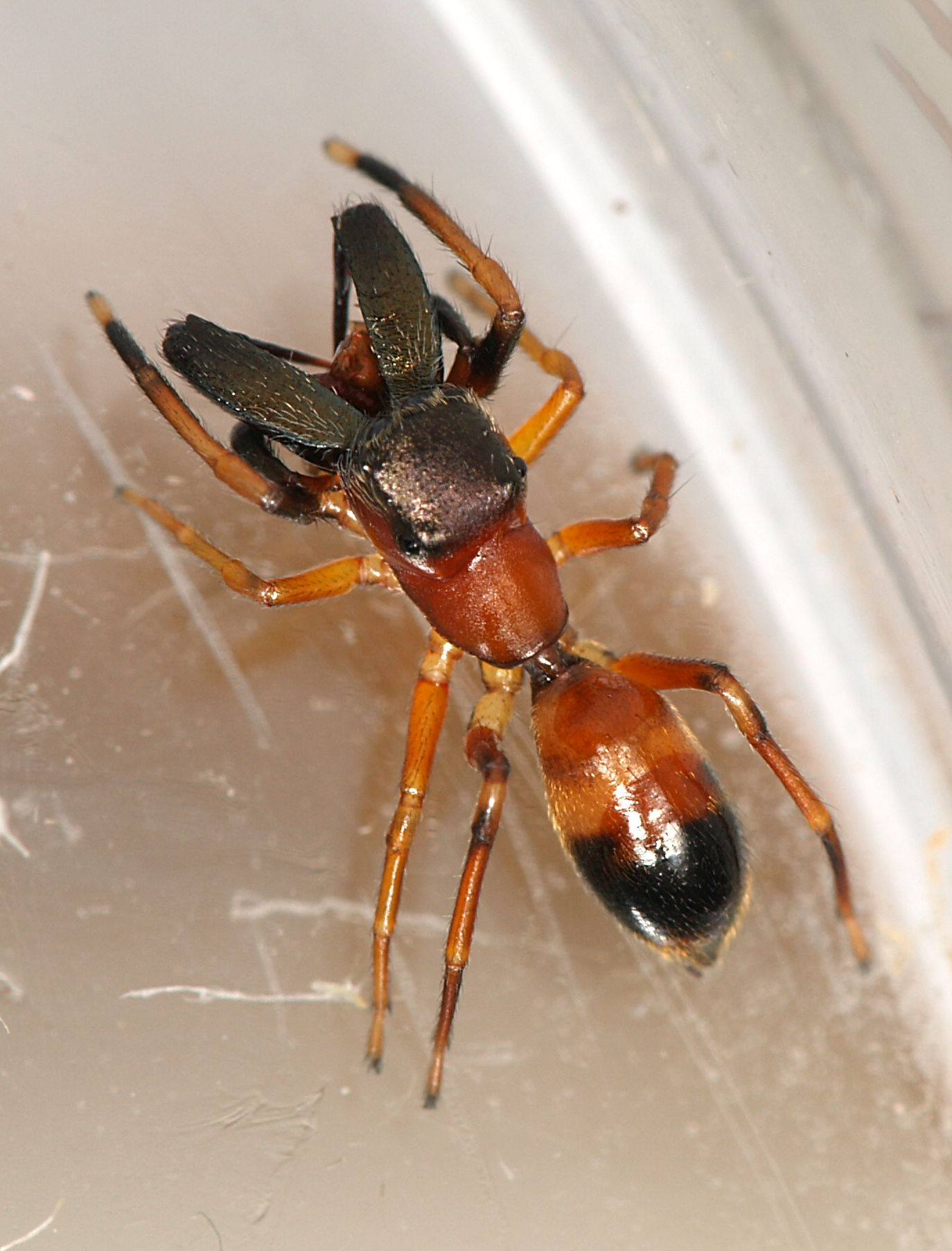
Myrmarachne formicaria

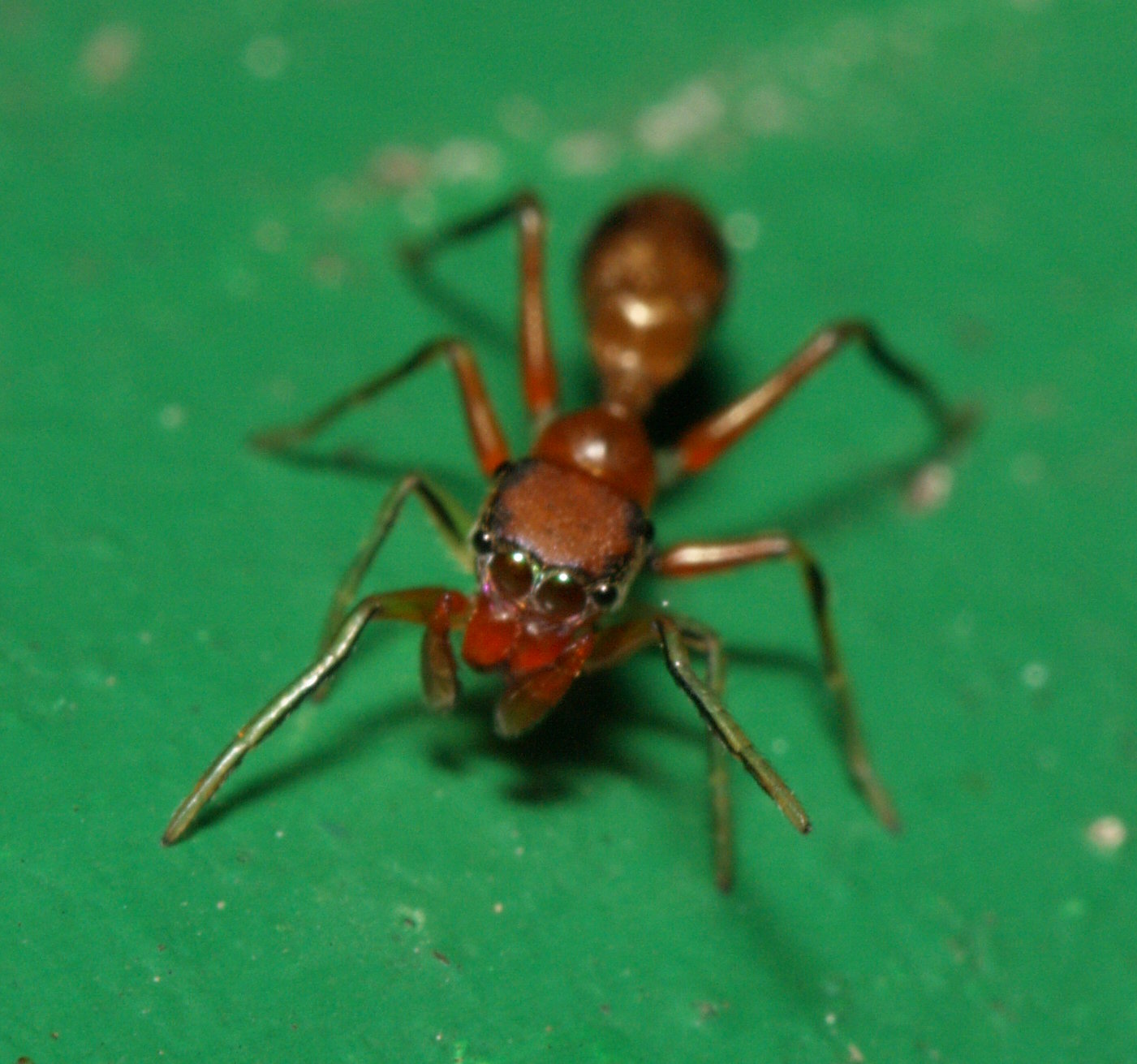
Myrmarachne formosa

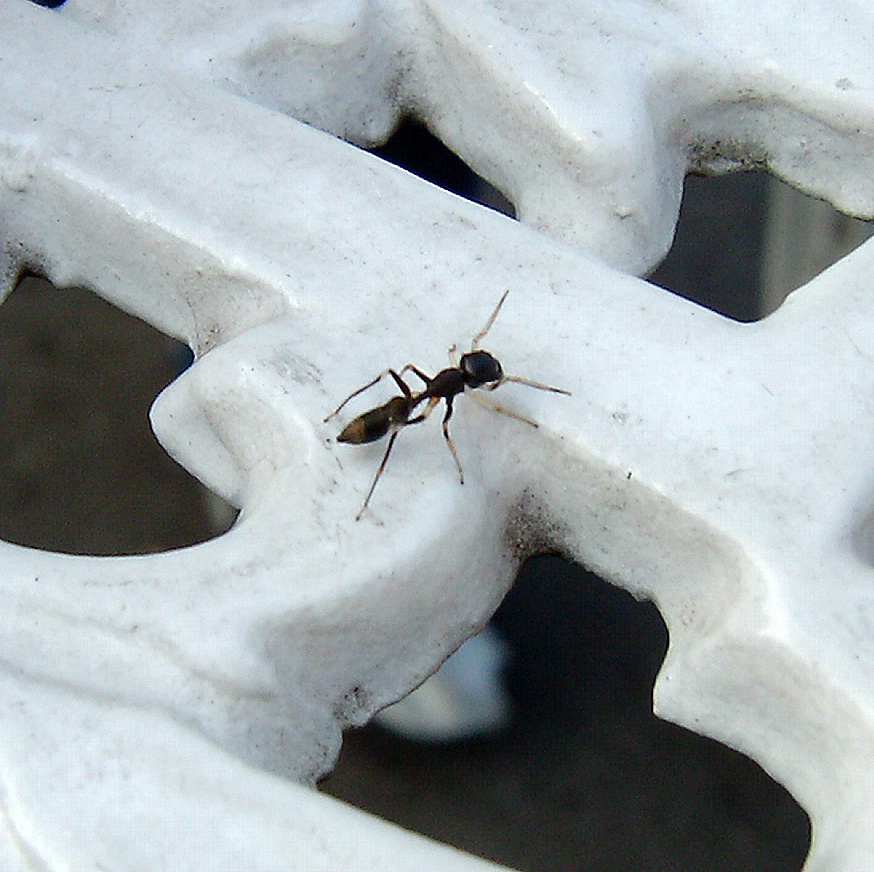
Myrmarachne inermichelis

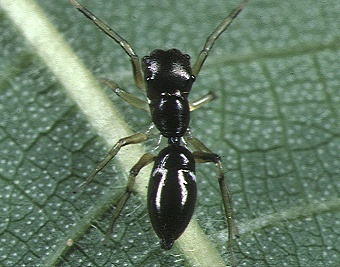
Myrmarachne japonica

Les espèces de ce genre sont myrmécomorphes : elles ressemblent à des fourmis, comme le suggère le nom du genre, du grec ancien : μύρμηξ, mýrmēx : fourmi.

## Paléontologie
Ce genre est connue depuis le Quaternaire.

## Liste des espèces
Selon World Spider Catalog (version 26, 18/04/2025) :
- Myrmarachne acromegalis (Yamasaki & Ahmad, 2013)
- Myrmarachne acutidens (Yamasaki & Edwards, 2013)
- Myrmarachne albocincta (C. L. Koch, 1846)
- Myrmarachne albosetosa (Wanless, 1978)
- Myrmarachne alticeps (Thorell, 1890)
- Myrmarachne amabilis (Yamasaki, 2018)
- Myrmarachne angusta (Thorell, 1877)
- Myrmarachne annandalei (Simon, 1901)
- Myrmarachne assimilis (Banks, 1930)
- Myrmarachne attenuata (Karsch, 1880)
- Myrmarachne attenuata (O. Pickard-Cambridge, 1901)
- Myrmarachne augusta (G. W. Peckham & E. G. Peckham, 1892)
- Myrmarachne aurea (Ceccarelli, 2010
- Myrmarachne bakeri (Banks, 1930)
- Myrmarachne balinese (Prószyński & Deeleman-Reinhold, 2010)
- Myrmarachne bamakoi (Berland & Millot, 1941)
- Myrmarachne bicolor (L. Koch, 1879)
- Myrmarachne bicurvata (O. Pickard-Cambridge, 1869)
- Myrmarachne bidentata (Banks, 1930)
- Myrmarachne biseratensis (Badcock, 1918)
- Myrmarachne brevis (Xiao, 2002)
- Myrmarachne caliraya (Barrion & Litsinger, 1995)
- Myrmarachne capito (Thorell, 1890)
- Myrmarachne chapmani (Banks, 1930)
- Myrmarachne circulus (Xiao & Wang, 2004)
- Myrmarachne clavigera (Thorell, 1877)
- Myrmarachne collarti (Roewer, 1965)
- Myrmarachne concava (Zhu, J. X. Zhang, Z. S. Zhang & Chen, 2005)
- Myrmarachne confusa (Wanless, 1978)
- Myrmarachne consobrina (Denis, 1955)
- Myrmarachne constricta (Blackwall, 1877)
- Myrmarachne contracta (Karsch, 1880)
- Myrmarachne cornuta (Badcock, 1918)
- Myrmarachne corpuzrarosae (Barrion, 1981)
- Myrmarachne corusca (Wiśniewski & Wesołowska, 2024)
- Myrmarachne cowani (G. W. Peckham & E. G. Peckham, 1892)
- Myrmarachne crassembolus (Yamasaki & Ahmad, 2013)
- Myrmarachne cyrtodens (Yamasaki & Ahmad, 2013)
- Myrmarachne debilis (Thorell, 1890)
- Myrmarachne decorata (Reimoser, 1927)
- Myrmarachne dilatata (Karsch, 1880)
- Myrmarachne dirangicus (Bastawade, 2002)
- Myrmarachne dubia (G. W. Peckham & E. G. Peckham, 1892)
- Myrmarachne dundoensis (Wanless, 1978)
- Myrmarachne edentata (Berry, Beatty & Prószyński, 1996)
- Myrmarachne edentula (G. W. Peckham & E. G. Peckham, 1892)
- Myrmarachne edwardsi (Berry, Beatty & Prószyński, 1996)
- Myrmarachne eidmanni (Roewer, 1942)
- Myrmarachne elongata (Szombathy, 1915)
- Myrmarachne endoi (Yamasaki & Ahmad, 2013)
- Myrmarachne epigealis (Yamasaki & Edwards, 2013)
- Myrmarachne erythrocephalus (L. Koch, 1879)
- Myrmarachne eumenes (Simon, 1900)
- Myrmarachne evidens (Roewer, 1965)
- Myrmarachne foenisex (Simon, 1909)
- Myrmarachne foreli (Lessert, 1925)
- Myrmarachne formica (Doleschall, 1859)
- Myrmarachne formicaria (De Geer, 1778)
- Myrmarachne formosa (Thorell, 1890)
- Myrmarachne formosana (Matsumura, 1911)
- Myrmarachne formosana (Saito, 1933)
- Myrmarachne formosicola (Strand, 1910)
- Myrmarachne fredwanlessi (Logunov, 2021)
- Myrmarachne galea (Wesołowska & Russell-Smith, 2022)
- Myrmarachne galianoae (Cutler, 1981)
- Myrmarachne giltayi (Roewer, 1965)
- Myrmarachne gisti (Fox, 1937)
- Myrmarachne glavisi (Prószyński & Deeleman-Reinhold, 2010)
- Myrmarachne gurgulla (Ceccarelli, 2010)
- Myrmarachne hamata (C. Wang, Mi & Peng, 2023)
- Myrmarachne hashimotoi (Yamasaki, 2018)
- Myrmarachne helensmithae (Pekár, 2017)
- Myrmarachne hesperia (Simon, 1887)
- Myrmarachne hidaspis (Caporiacco, 1935)
- Myrmarachne himalayensis (Narayan, 1915)
- Myrmarachne hoffmanni (Strand, 1913)
- Myrmarachne ichneumon (Simon, 1886)
- Myrmarachne incerta (Narayan, 1915)
- Myrmarachne inermichelis (Bösenberg & Strand, 1906)
- Myrmarachne inflatipalpis (Wanless, 1978)
- Myrmarachne iridescens (Banks, 1930)
- Myrmarachne isolata (Clark & Benoit, 1977)
- Myrmarachne jacksoni (Prószyński & Deeleman-Reinhold, 2010)
- Myrmarachne jacobsoni (Reimoser, 1925)
- Myrmarachne japonica (Karsch, 1879)
- Myrmarachne jianfenglin (Barrion, Barrion-Dupo & Heong, 2013)
- Myrmarachne kiboschensis (Lessert, 1925)
- Myrmarachne kilifi (Wanless, 1978)
- Myrmarachne kitale (Wanless, 1978)
- Myrmarachne kochi (Reimoser, 1925)
- Myrmarachne kuan (Wang, Mi, Li & Xu, 2024)
- Myrmarachne kuwagata Yaginuma, 1967)
- Myrmarachne laeta (Thorell, 1887)
- Myrmarachne lagarosoma (Yamasaki, 2018)
- Myrmarachne lambirensis (Yamasaki & Ahmad, 2013)
- Myrmarachne laurentina (Bacelar, 1953)
- Myrmarachne lawrencei (Roewer, 1965)
- Myrmarachne legon (Wanless, 1978)
- Myrmarachne leleupi (Wanless, 1978)
- Myrmarachne leptognatha (Thorell, 1890)
- Myrmarachne leptosoma (Yamasaki, 2018)
- Myrmarachne lesserti (Lawrence, 1938)
- Myrmarachne linguiensis (Zhang & Song, 1992)
- Myrmarachne liui (Wang & Li, 2021)
- Myrmarachne longiventris (Simon, 1903)
- Myrmarachne luachimo (Wanless, 1978)
- Myrmarachne luctuosa (L. Koch, 1879)
- Myrmarachne lugens (Thorell, 1881)
- Myrmarachne lugubris (Kulczyński, 1895)
- Myrmarachne lulengana (Roewer, 1965)
- Myrmarachne lulengensis (Roewer, 1965)
- Myrmarachne lupata (L. Koch, 1879)
- Myrmarachne macaulayi (Pekár, 2017)
- Myrmarachne macleayana (Bradley, 1876)
- Myrmarachne macrognatha (Thorell, 1894)
- Myrmarachne mandibularis (Thorell, 1890)
- Myrmarachne manducator (Westwood, 1841)
- Myrmarachne markaha (Barrion & Litsinger, 1995)
- Myrmarachne marshalli (G. W. Peckham & E. G. Peckham, 1903)
- Myrmarachne mcgregori (Banks, 1930)
- Myrmarachne melanocephala (MacLeay, 1839)
- Myrmarachne melanotarsa (Wesołowska & Salm, 2002)
- Myrmarachne militaris (Szombathy, 1913)
- Myrmarachne milledgei (Pekár, 2017)
- Myrmarachne mixiaoqii (Wang & Li, 2023)
- Myrmarachne moesta (Thorell, 1877)
- Myrmarachne morningside (Benjamin, 2015)
- Myrmarachne myrmicaeformis (Lucas, 1871)
- Myrmarachne naro (Wanless, 1978)
- Myrmarachne natalica (Lessert, 1925)
- Myrmarachne nemorensis (G. W. Peckham & E. G. Peckham, 1892)
- Myrmarachne nigella (Simon, 1901)
- Myrmarachne nigeriensis (Wanless, 1978)
- Myrmarachne nigra (Thorell, 1877)
- Myrmarachne nitidissima (Thorell, 1877)
- Myrmarachne onceana (Barrion & Litsinger, 1995)
- Myrmarachne opaca (Karsch, 1880)
- Myrmarachne palladia (Denis, 1958)
- Myrmarachne paviei (Simon, 1886)
- Myrmarachne pectorosa (Thorell, 1890)
- Myrmarachne piercei (Banks, 1930)
- Myrmarachne pinakapalea (Barrion & Litsinger, 1995)
- Myrmarachne pinoysorum (Barrion & Litsinger, 1995)
- Myrmarachne pisarskii (Berry, Beatty & Prószyński, 1996)
- Myrmarachne poonaensis (Tikader, 1973)
- Myrmarachne prava (Karsch, 1880)
- Myrmarachne prognatha (Thorell, 1887)
- Myrmarachne providens (G. W. Peckham & E. G. Peckham, 1892)
- Myrmarachne pumilio (Karsch, 1880)
- Myrmarachne pygmaea (Thorell, 1894)
- Myrmarachne radiata (Thorell, 1894)
- Myrmarachne ramosa (Badcock, 1918)
- Myrmarachne ramunni (Narayan, 1915)
- Myrmarachne rhopalota (Thorell, 1895)
- Myrmarachne richardsi (Wanless, 1978)
- Myrmarachne robusta (G. W. Peckham & E. G. Peckham, 1892)
- Myrmarachne roeweri (Reimoser, 1934)
- Myrmarachne rufescens (Thorell, 1877)
- Myrmarachne rufisquei (Berland & Millot, 1941)
- Myrmarachne russellsmithi (Wanless, 1978)
- Myrmarachne sabahna (Yamasaki & Ahmad, 2013)
- Myrmarachne salaputium (Yamasaki, 2018)
- Myrmarachne salongensis (Pett, 2023)
- Myrmarachne satarensis (Narayan, 1915)
- Myrmarachne schenkeli (Peng & Li, 2002)
- Myrmarachne seriatis (Banks, 1930)
- Myrmarachne singularis (Logunov, 2021)
- Myrmarachne smaragdina (Ceccarelli, 2010)
- Myrmarachne solitaria (G. W. Peckham & E. G. Peckham, 1903)
- Myrmarachne spissa (G. W. Peckham & E. G. Peckham, 1892)
- Myrmarachne striatipes (L. Koch, 1879)
- Myrmarachne tagalica (Banks, 1930)
- Myrmarachne tamsuiensis (Yamasaki, 2013)
- Myrmarachne tayabasana (Chamberlin, 1925)
- Myrmarachne thaii (Żabka, 1985)
- Myrmarachne tintinnabulum (Yamasaki, 2018)
- Myrmarachne transversa (Mukerjee, 1930)
- Myrmarachne tristis (Simon, 1882)
- Myrmarachne uelensis (Wanless, 1978)
- Myrmarachne uniseriata (Narayan, 1915)
- Myrmarachne uvira (Wanless, 1978)
- Myrmarachne vanessae (Wanless, 1978)
- Myrmarachne vehemens (Fox, 1937)
- Myrmarachne vestita (Thorell, 1895)
- Myrmarachne vulgarisa (Barrion & Litsinger, 1995)
- Myrmarachne xingrenensis (C. Wang, Mi & Peng, 2023)
- Myrmarachne yinae (C. Wang, Mi & Peng, 2023)
- Myrmarachne zabkai (Pekár, 2017)

Selon World Spider Catalog (version 23.5, 2023) :
- † Myrmarachne formicoides (Holl, 1829)

## Systématique et taxinomie
Ce genre a été décrit par MacLeay en 1839.
Pyrophorus C. L. Koch, 1837, préoccupé par Pyrophorus Illiger, 1809, remplacé par Pyroderes, Janigena, Iola, Ascalus et Pergasus ont été placés en synonymie par Simon en 1901.
Herilus a été placé en synonymie par Bonnet en 1957.
Bizone Simon, 1903, préoccupé par Bizone Walker 1854, remplacé par Bizonella par Strand en 1929 a été placé en synonymie par Wanless en 1978.

## Publication originale
- MacLeay, 1839 : « On some new forms of Arachnida. » Annals and Magazine of Natural History, vol. 2, p. 1-14 (texte intégral).